# R23 (route russe)
La route régionale R23 auparavant route Magistrale M20 appelée aussi Route de Pskov (autoroute de Kiev en banlieue de Saint-Pétersbourg) est une voie de communication routière qui relie Saint-Pétersbourg à la Biélorussie.

## Présentation
La route relie Saint-Pétersbourg à la frontière biélorusse près de Nevel. 
Avant 2011, la route s'appelait M-20. 
À l'époque de l'Union soviétique, la route continuait encore plus loin, via Orcha, Homiel et Kiev jusqu'à Odessa, au bord de la mer Noire.

## Tracé
- 0 km — Saint-Pétersbourg
- 3 km — Croisement de l’A180
- 23 km — Gatchina
- 50 km — Vira
- 88 km — Mchinskaya
- 120 km — Louga
- 178 km — Nikolaevo
- 261 km — Pskov
- 314 km — Ostrov
- 389 km — Opotchka
- 429 km — Alol
- 450 km — Poustochka
- 498 km — Nevel
- Frontière entre la Biélorussie et la Russie

## Patrimoine
L'autoroute de Kiev est inscrite comme partie du centre historique de Saint-Pétersbourg et ensembles monumentaux annexes, site inscrit au patrimoine mondial de l'humanité par l'UNESCO depuis 1990.

## Galerie

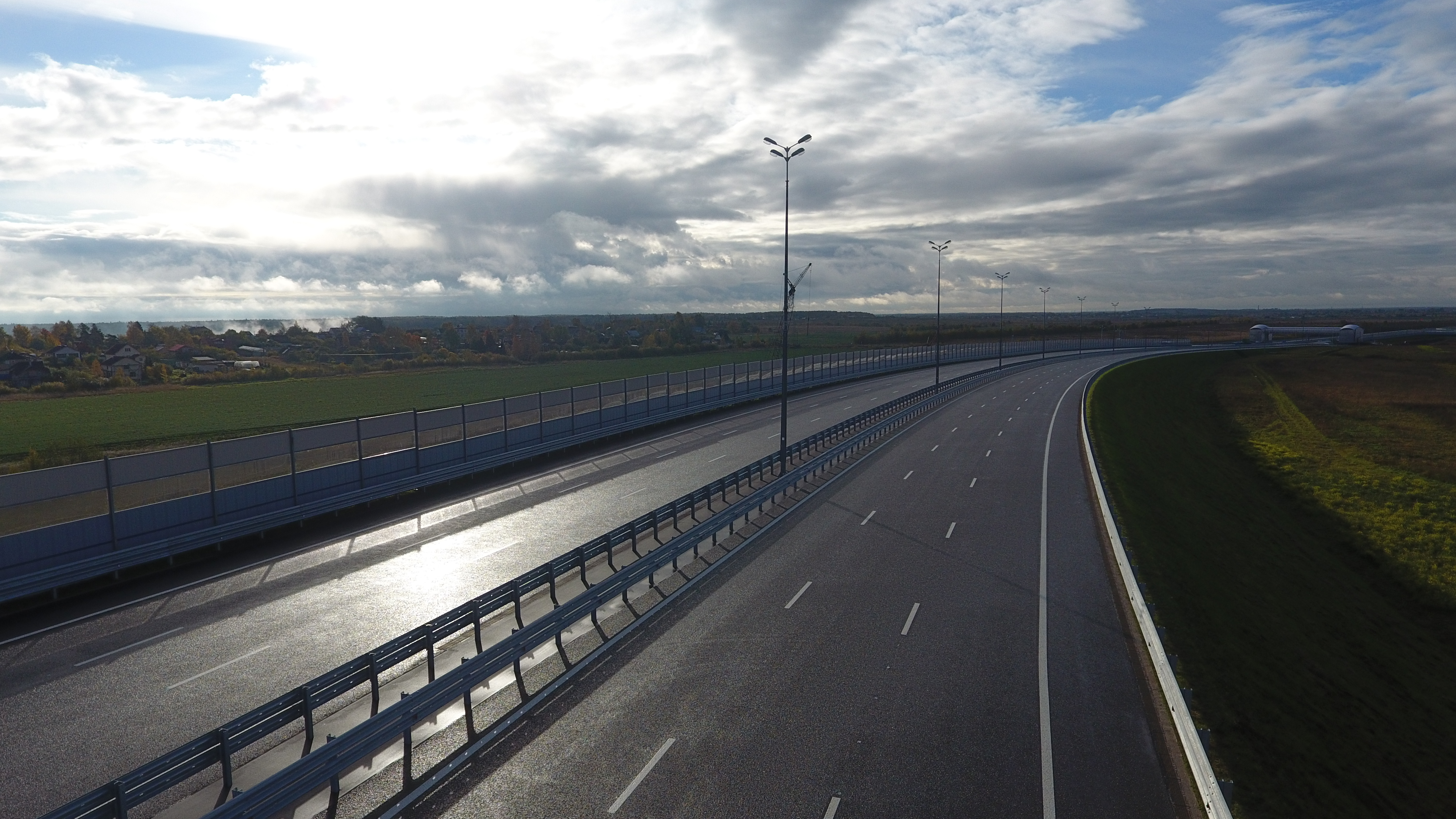
Saint-Pétersbourg-Gatchina.
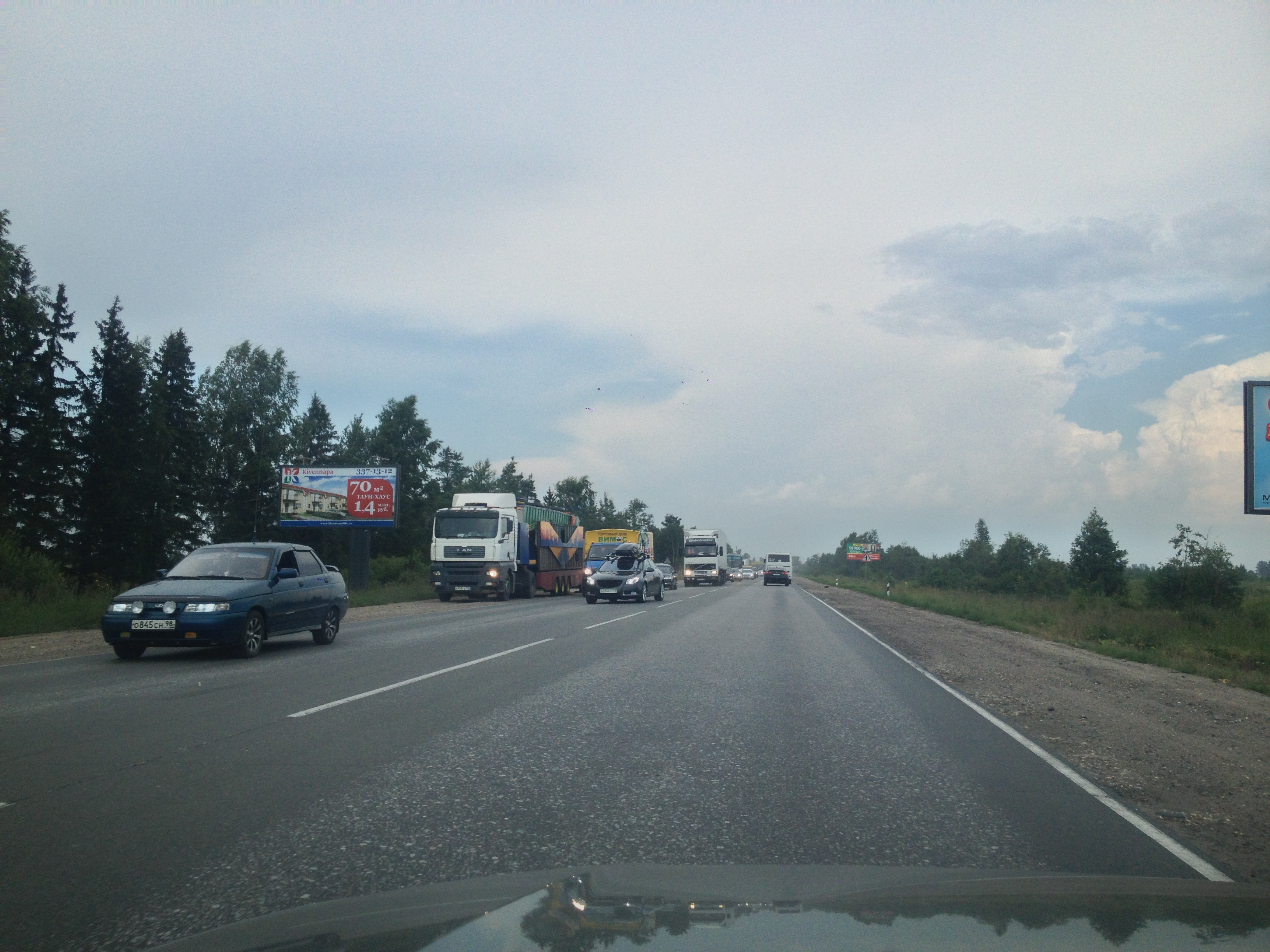
Région de Saint-Pétersbourg.
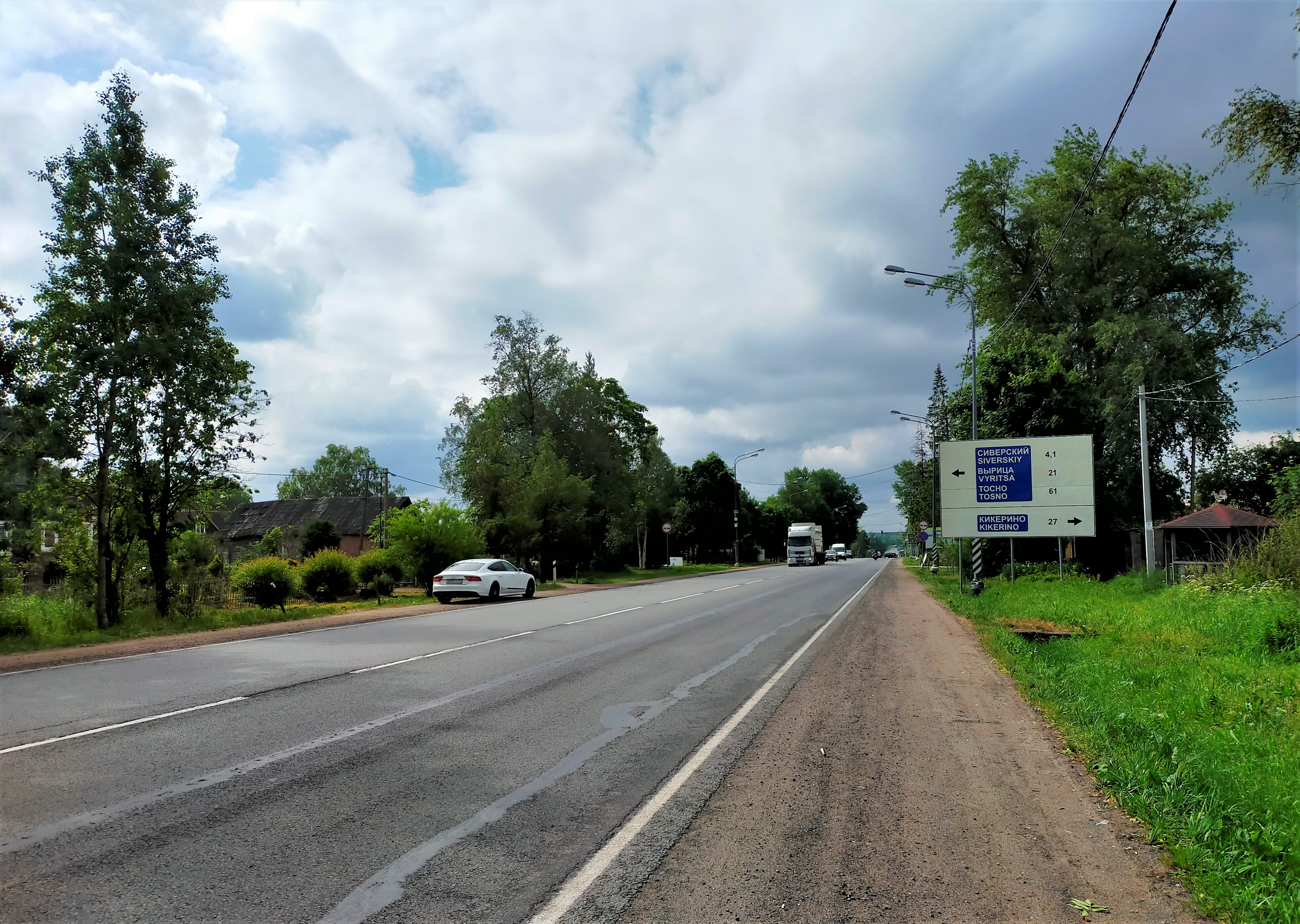
Région de Saint-Pétersbourg.
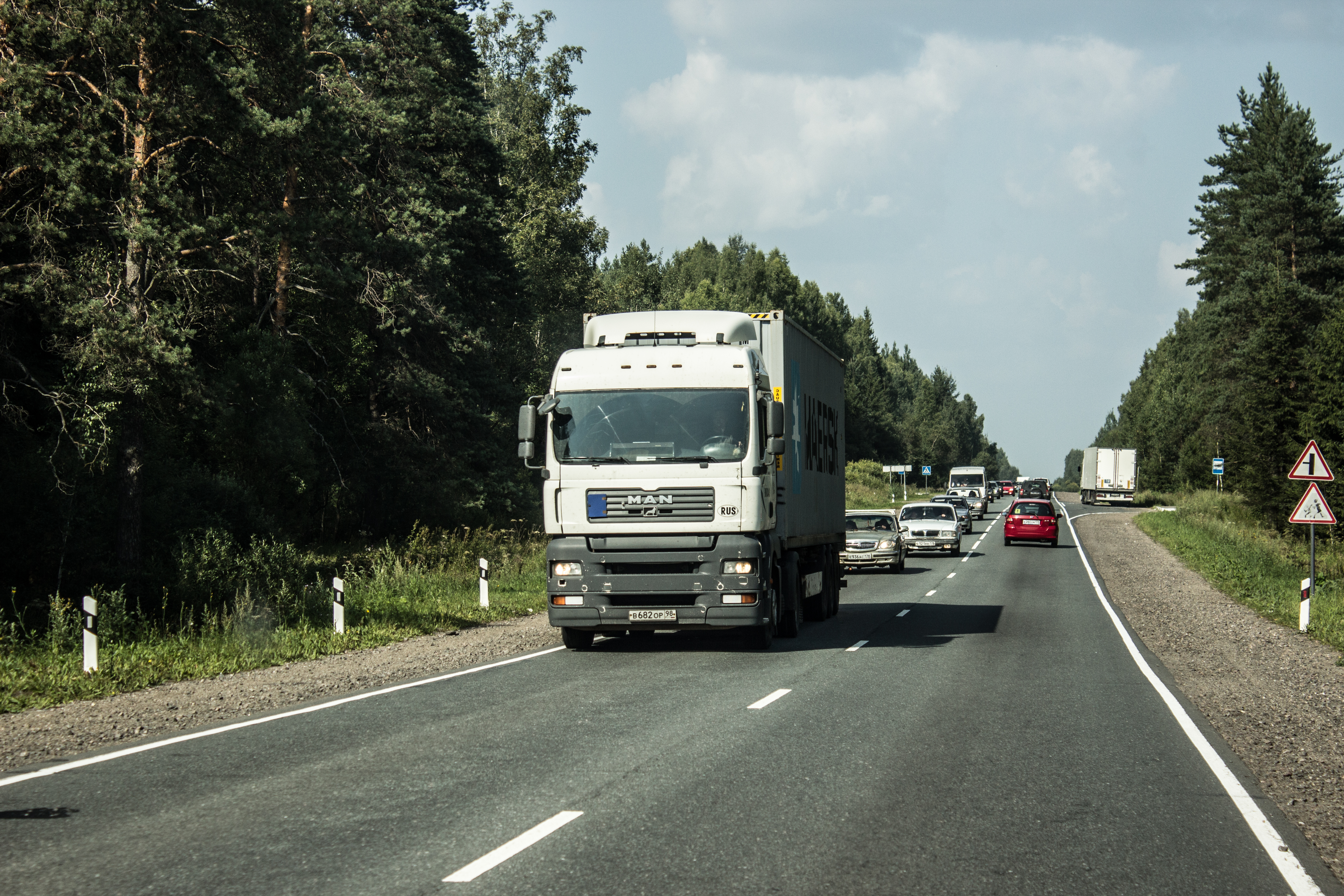
À Louga.

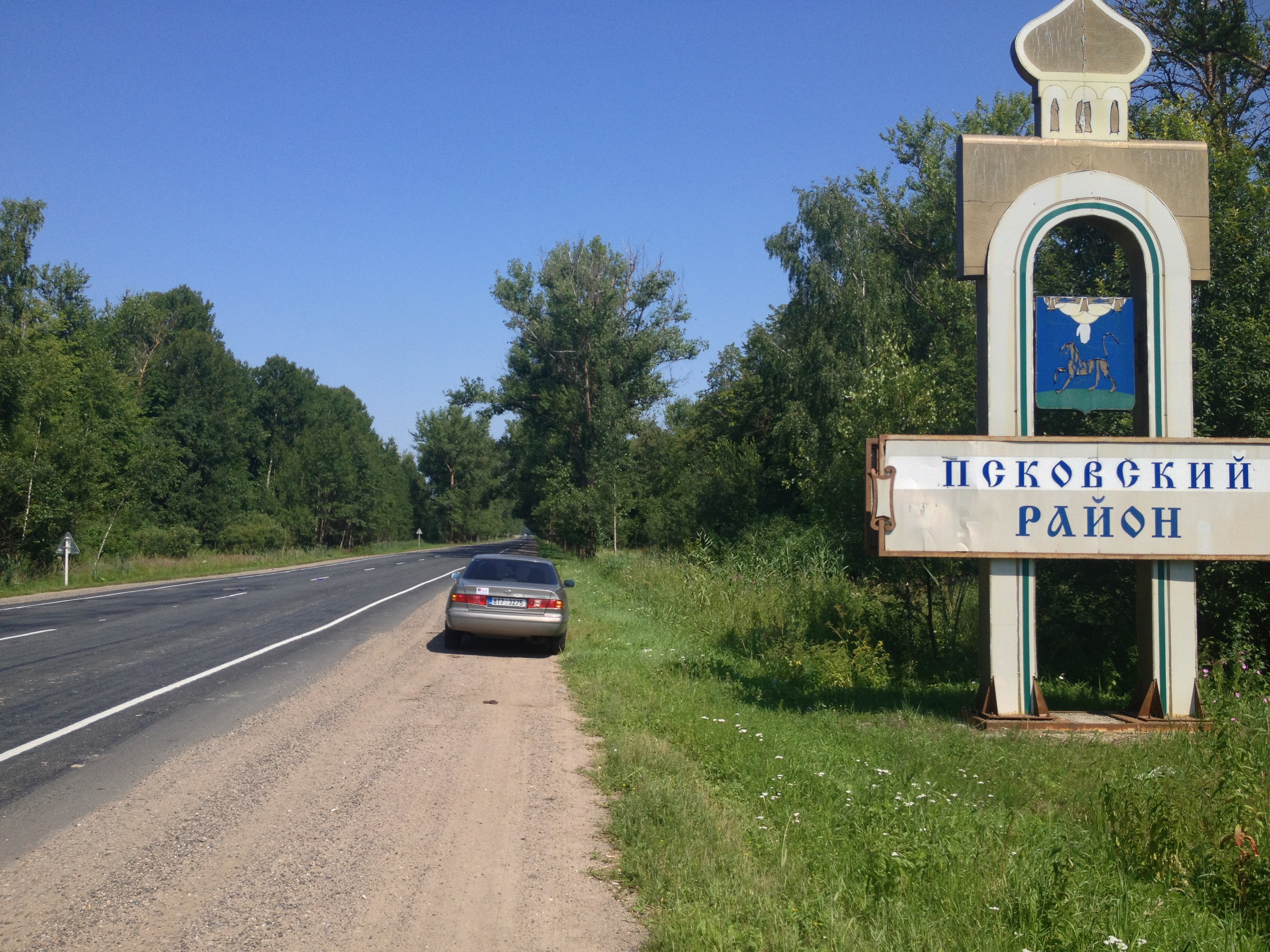
Région de Pskov.
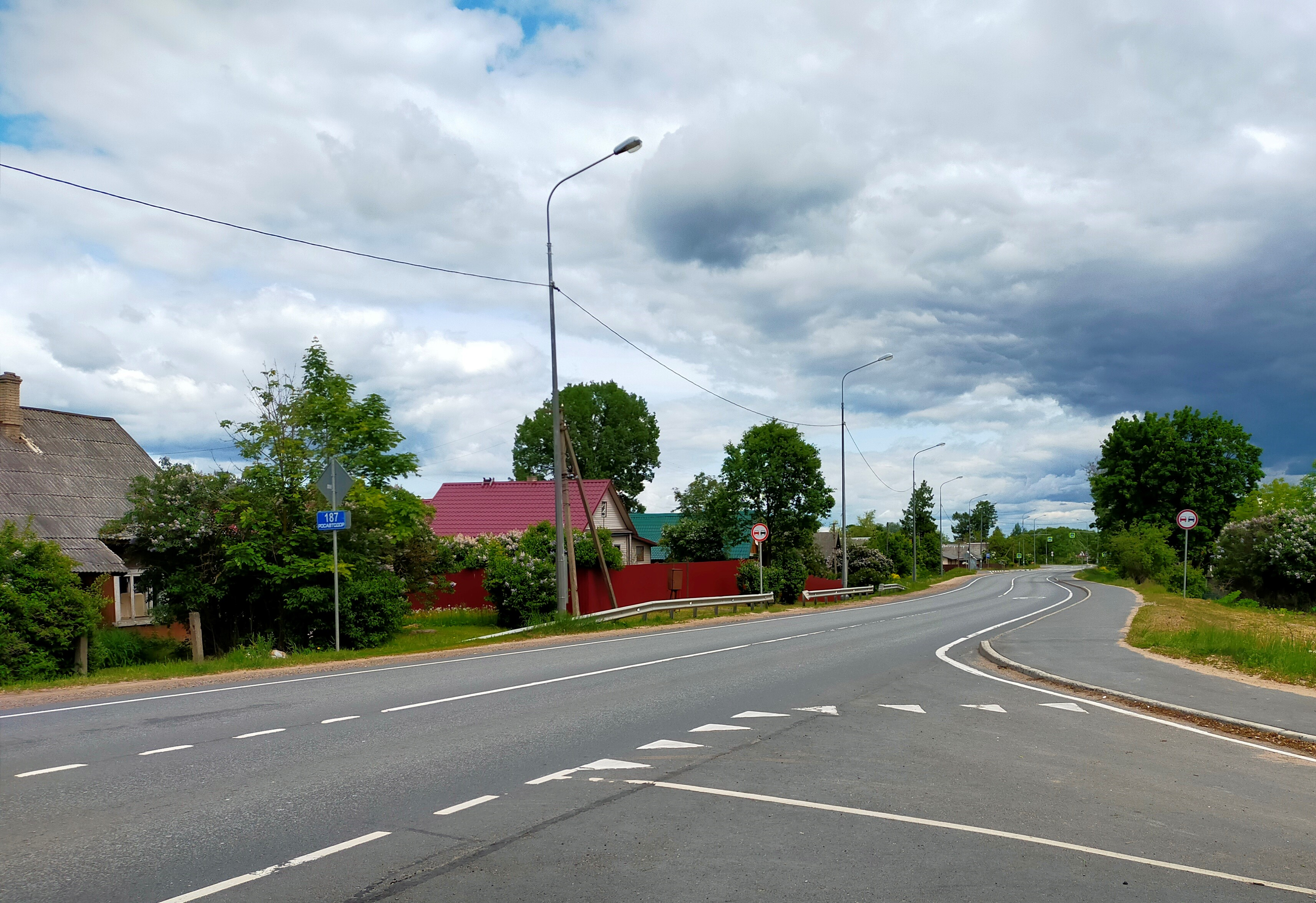
Région de Pskov.
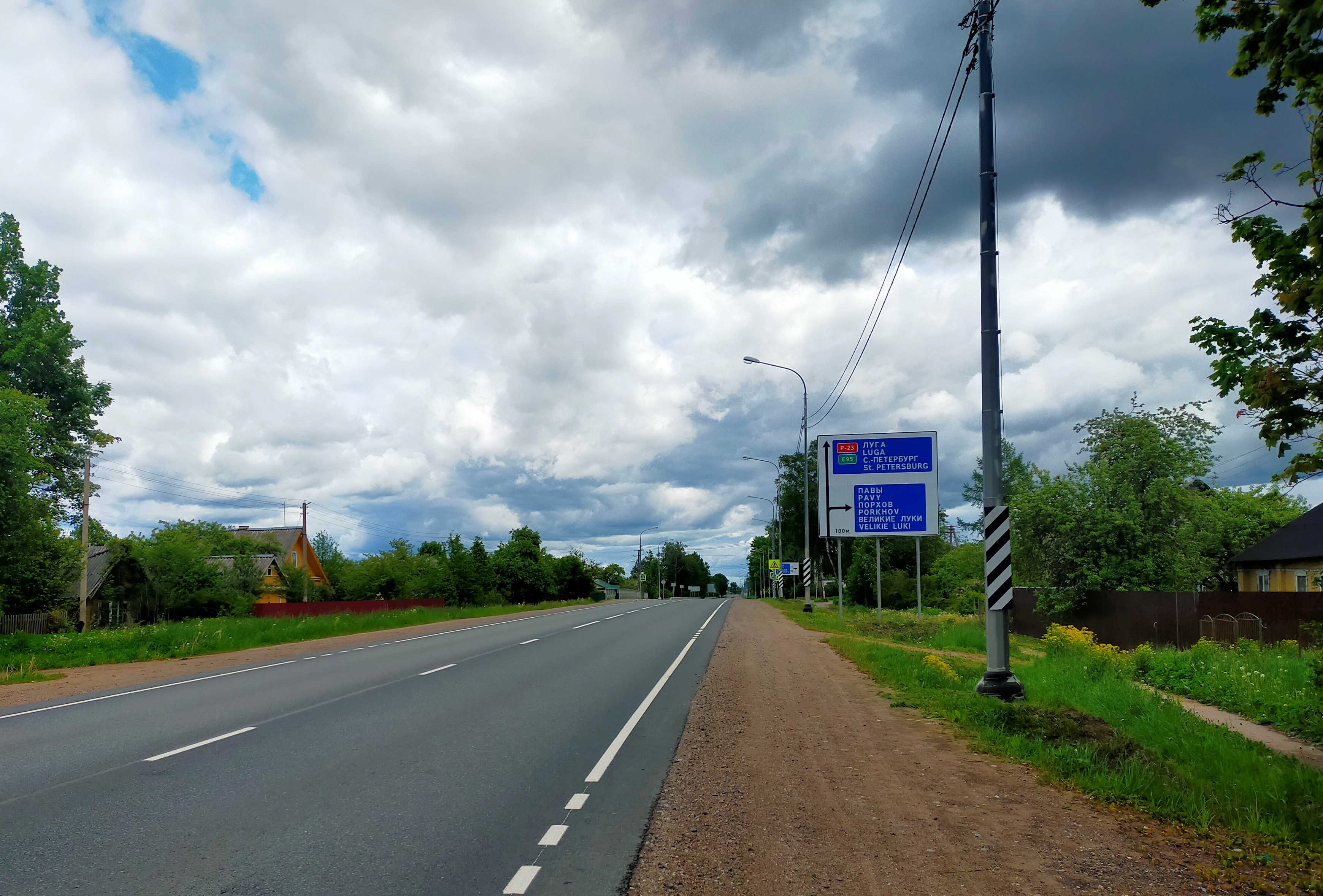
Région de Pskov.
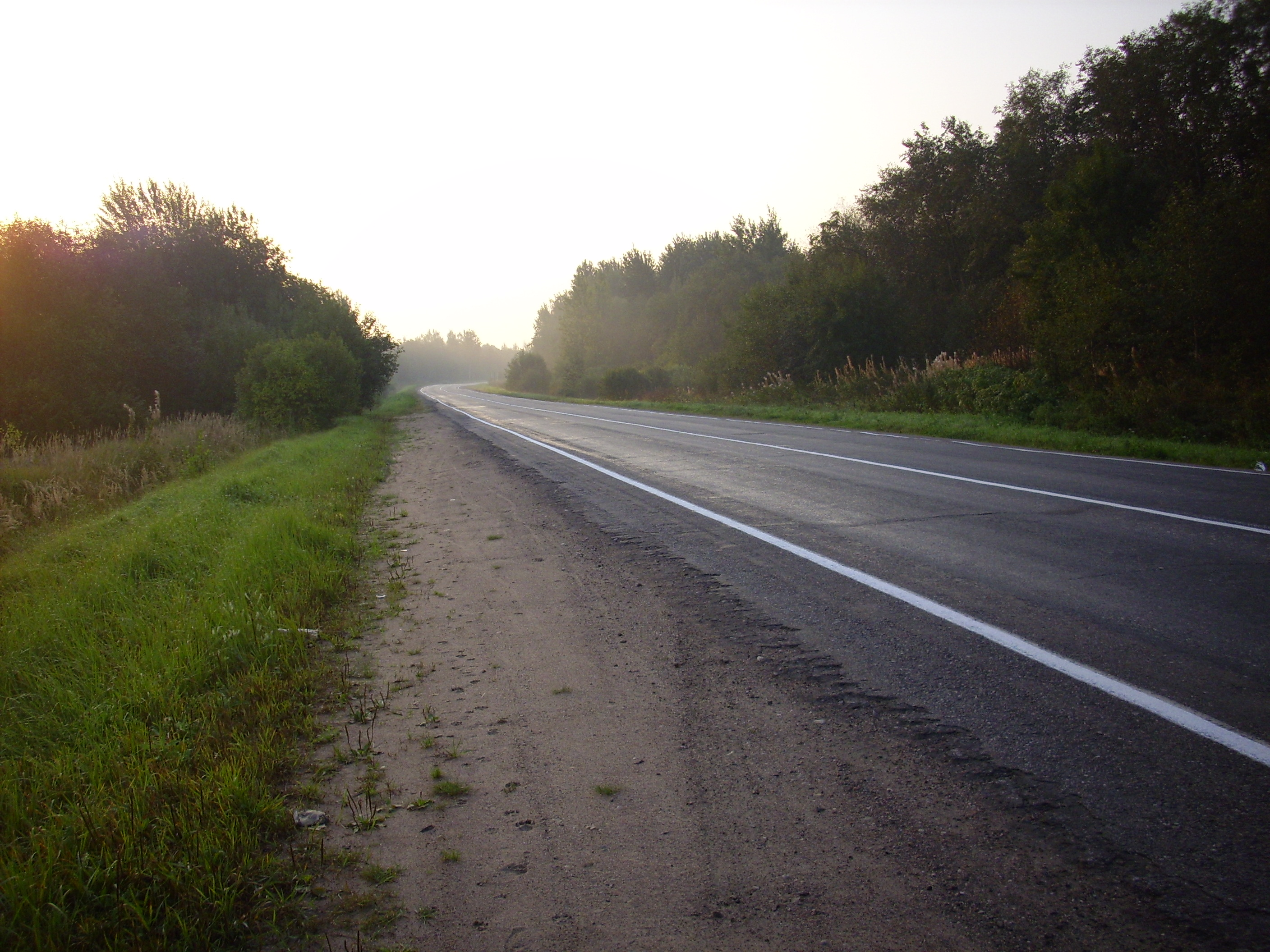
Près de Nevel.